# Daya Nueva
Daya Nueva – gmina w Hiszpanii, w prowincji Alicante, we wspólnocie autonomicznej Walencja, o powierzchni 7,09 km². W 2011 roku liczyła 1996 mieszkańców.